# Phylocentropus lucidus
Phylocentropus lucidus is een schietmot uit de familie Dipseudopsidae. De soort komt voor in het Nearctisch gebied.

## Synoniem
- Polycentropus lucidus